# مدرسة الصنائع والفنون الجميلة (بيروت)
مدرسة الصنائع والفنون الجميلة، وهي اليوم كليّة الحقوق التابعة للجامعة اللبنانيّة مدرسة تارخية بناها مدحت باشا الوالي العثماني في بدايات عهد السلطان عبدالحميد العثماني. وكان هدفها إتاح فرص التعلم وإيواء الفتيان الذين لا عمل لهم. وسميت المنطقة المحيطة بالمدرسة في بيروت بمنطقة الصنائع.

## التاريخ
أنشاء مدحت باشا في بيروت أول مدرسة للصنائع والفنون لشغفه بالعمران والترقي مجلة الهلال، مجلد 17، صفحة 266. وكان المبنى الأساسي داخل سور مدينة بيروت القديمة. وأهملت المدرسة بموت مدحت باشا عام 1883م. عام 1898، أصدر رشيد باشا الوالي العثماني قرارا بإنشاء مدرسة صنائع جديدة. تأخر تنفيذ القرار حتى سنة 1905م على يد الوالي خليل خالد باشا الذي أصدر أمر بناء مبنى مدرسة سماها «صنائع مكتبي سي» (مكتب بالتركية تعني مدرسة).
وبسبب عدم توفر الأموال المناسبة لإنشاء المدرسة، طلب من أعيان المدينة المساعدة فألفوا لجنة برئاسة عم خلوصي نائب مركز الولاية، وعضوية عبد القادر قباني (مدير المعارف)، محمد الكستي (رئيس كتبة المحكمة الشرعية)، رشيد الفاخوري (مقاول)، أمين حلمي محمد اللبابيدي، محمد الطيارة، نجيب طراد، نجيب العاني، بشارة الدب وصادق أفندي. قامت اللجنة بنجاح بجمع التبرعات. وكمساعدة للمشروع، فرض الوالي ضرائب مؤقتة يعود رعيها للمشروع. وتبرع أل الطيارة بقطعة أرض في منطقة الرمل في بيروت خارج أسوارها وهو المركز الحالي لمبناها. ووضع حجر الأساس في شهر اب من عام 1905 بمناسبة ذكرى تولي السلطان الحكم. انتهى العمل سنة 1907.

## أقسامها
ضمت المنشأة أربعة مباني متجاورة هي:
1. المدرسة
2. المستوصف الخيري
3. الجامع والتي تحولت إلى إذاعة لبنان
4. الحديقة المعروفة اليوم بحديقة الصنائع

## مناهجها
في البداية كان التعليم فيها مقتصراً على اختصاصات محدودة، كالنجارة والحدادة وصناعة النسيج والأحذية، وكلها كانت مهناً حرفية بسيطة